# Katrin Seidel

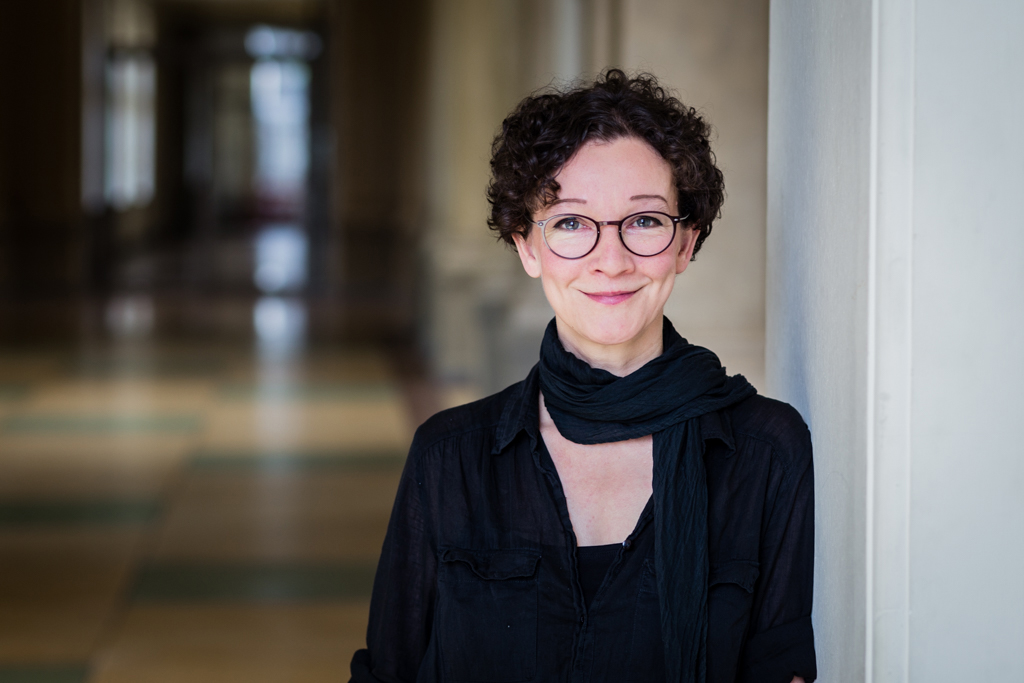
Katrin Seidel (2017)

Katrin Seidel ehemals Katrin Möller (* 11. Mai 1967 in Grevesmühlen) ist eine deutsche Politikerin (Die Linke).

## Leben
Katrin Seidel besuchte die Polytechnischen Oberschule (POS) in Rostock bis 1983 und danach die Pädagogische Schule Schwerin. Nach ihrer Schulzeit war Seidel zunächst bis 1992 als Kindergärtnerin in Greifswald und Rostock tätig und war danach mit einem Café in Greifswald selbständig. Seidel studierte ab 1995 Erziehungswissenschaften und Sozialpädagogik an der Technischen Universität Berlin und beendete das Studium mit dem Abschluss Diplom-Pädagogin. Neben ihrem Studium arbeitete sie bei einem Musikverlag und einer Konzertagentur. Von 2003 bis 2011 war Seidel bei einem freien Träger als Sozialarbeiterin beschäftigt und in der Familienhilfe und im betreuten Kinder- und Jugendwohnen in Berlin tätig. Außerdem engagierte sie sich als Betriebsrätin und in der Gewerkschaft.
2005 wurde Katrin Seidel Mitglied in der WASG und nach der Fusion in der Partei Die Linke. Von 2007 bis 2013 war sie stellvertretende Landesvorsitzende in Berlin. Bei der Wahl vom 18. September 2011 gelang Seidel der Einzug in das Abgeordnetenhaus von Berlin. Bei der Wahl 2016, der Wahl 2021 und der Wiederholungswahl 2023 verteidigte sie ihr Mandat.
Sie gehört dem Ausschuss für Bildung, Jugend und Familie an, dem Ausschuss für Umwelt, Verbraucher- und Klimaschutz sowie dem Ausschuss für Engagement, Bundesangelegenheiten und Medien. Für die Fraktion Die Linke arbeitet sie als Sprecherin für die Politikfelder Kinder-, Jugend- und Familie, Verbraucher:innenschutz sowie Tierschutz.
2014–2021 gehörte sie dem Vorstand der Fraktion Die Linke im Abgeordnetenhaus an, 2017–2021 war sie stellvertretende Fraktionsvorsitzende. 2016–2019 war Katrin Seidel im Landesvorstand der Partei DIE LINKE von Berlin tätig. 2022 wurde Katrin Seidel in den Bezirksvorstand DIE LINKE Pankow gewählt.